# Götaland

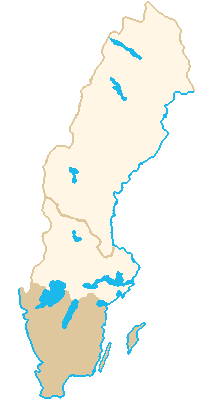
Poloha Götalandu ve Švédsku

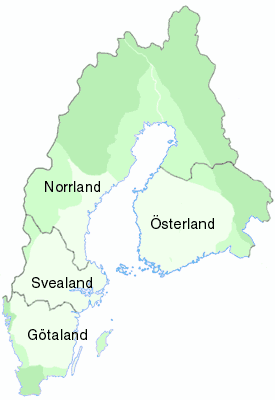
Čtyři historická území Švédska

Götaland (čti jétaland, švédsky [ˈjøːtaˌlanːd]) (Gothia, Gothland, Gothenland, Gotland, Gautland, Geatland, Gautjod, Gauthiod) je historické území Švédska rozkládající se v jeho jižní části. Na severu hraničí se Svealandem.
Provincie Småland (Malá země) je pokryta hustými lesy. V nejjižnější části, Skåne, se nachází řada zemědělských statků. Obojí, tedy lesy i hospodářství, je zastoupeno ve Västergötlandu i Östergötlandu. Pobřeží je relativně ploché s písečními plážemi a mnoha malými ostrovy.
Götaland v současnosti není oficiální správní jednotkou. Jako historické území však v sobě zahrnuje celkem 10 provincií:
- Blekinge
- Bohuslän
- Dalsland
- Gotland
- Halland
- Skåne
- Småland
- Västergötland
- Öland
- Östergötland

## Etymologie
Původní centrum osídlení se nacházelo ve Västergötlandu (Západní Götland). Jak je dochováno ve středověkých islandských a norských literárních pramenech, označení Gautland (Götland) není etymologicky shodné s Götalandem.
Ptolemaios (2. století př. n. l.) zmiňuje obyvatele jako goutai a Beowulf (8. století n. l.) jako Géatas. V norských a islandských zdrojích se někdy užívá označení Gautar pouze pro obyvatele Västergötlandu, ale někdy i jako obecné etnické označení lidí z Västergötlandu i z Östergötlandu (Východní Götland).
Jméno Götaland nahradilo staré Götland v 15. století, pravděpodobně proto, aby se odlišilo označení širšího regionu od původního centra ve Västergötlandu. Jméno Götaland pravděpodobně původně označovalo pouze Västergötland a Östergötland, ale později bylo rozšířeno i na přilehlé okresy. Götaland je pravděpodobně plurálovou konstrukcí s významem „země Gótů“, kde Göta- je genitiv plurálu ethnomyma Gót (Göt, Geat).

## Historie
Původní království Västergötland a Östergötland, kdysi rivalové, vytvořila vlastní Götaland. Gótští králové však patří do norské mytologie.
Geatland je země, ve které údajně žil hrdina středověké báje Beowulf. Teprve v pozdním středověku začal být Götaland považován za součást Švédska.
Bo Jonsson Grip ve své závěti z roku 1384 uvedl, že švédské království (vlastnil více než polovinu) se skládá ze Swerige (Švédsko, tj. Svealand), Österlandu (Východní země, tj. Finsko) a Göthalandu (Götaland).

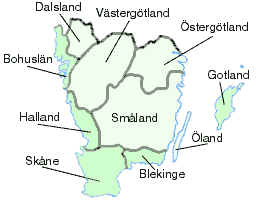
Provincie Götalandu

Malá hrabství jižně od Finnvedenu, Kind, Möre, Njudung, Tjust, Tveta, Värend a Ydre, se spojila do provincie Småland (Malá země). Ostrov Öland u pobřeží Smålandu se stal oddělenou provincií. Dal na severozápadě stal provincií Dalsland. Småland, Öland a Dalsland se ve středověku (12.–15. století) považovaly za země náležející k Götalandu. Dohodou z Roskilde (1658) postoupilo Dánsko Švédsku Blekinge, Skåne, Halland a Bohuslän. Tyto provincie se též staly součástí Götalandu.
Ostrov Gotland změnil příslušnost ke Švédům a Dánům vícekrát. Ačkoliv se jeho vazby ke Svealandu či Dánsku mohou jevit silnější, rovněž se považuje za součást Götalandu.
Začátkem 19. století připadla pod správu Odvolacího soudu pro Svealand provincie Värmland, která historicky náležela k Götalandu.